# أليخاندرو فرانسيس
أليخاندرو فرانسيس (بالإسبانية: Alejandro Francés) هو لاعب كرة قدم إسباني في مركز ظهير ‏، ولد في 1 أغسطس 2002 في سرقسطة في إسبانيا. لعب مع ريال سرقسطة.

## وصلات خارجية
- أليخاندرو فرانسيس على موقع الاتحاد الأوربي (الإنجليزية)
- أليخاندرو فرانسيس على موقع قاعدة بيانات كرة القدم.إي يو (الإنجليزية)
- أليخاندرو فرانسيس على موقع Soccerway.com (الإنجليزية)